# Бугдалле, Рихард
Отто Рихард Бугдалле (нем. Otto Richard Bugdalle; 11 сентября 1907, Помссен, Королевство Саксония, Германская империя — 27 июня 1982, Заль-ан-дер-Донау, ФРГ) — гауптшарфюрер СС, блокфюрер в концлагере Заксенхаузен.

## Биография
Рихард Бугдалле родился 11 сентября 1907 года в семье работника лесного хозяйства Рихарда Вильгельма Бугдалле и его жены Эммы Марии. Посещал народную школу в Оттервише и после ее окончания учился на вагоностроителя у каретника в Бад-Лаузике, где он также посещал профессиональное училище. Бугдалле сдал экзамен на звание подмастерья и до 1933 работал в качестве помощника у различных мастеров.
1 декабря (по другим данным, 16 октября) 1931 года вступил в НСДАП (билет № 740431) и в том же году был зачислен в ряды СС. В ноябре 1933 года был отправлен в зондеркоманду СС «Саксония» в Дрездене, где прошёл военную подготовку. В конце 1934 года поступил на службу в охрану концлагеря Заксенбург и в декабре 1936 года был переведён в комендатуру лагеря. Через несколько месяцев Бугдалле стал блокфюрером и руководителем разных рабочих команд.
В июле 1937 года концлагерь Заксенбург был расформирован и Бугдалле был переведён в концлагерь Заксенхаузен. В комендатуре он занимал пост блокфюрера. Бугдалле подстерегал заключенных, когда они находились без присмотра, и нападал на них, нанося удары. В 1938 и 1939 году Бугдалле был блокфюрером в «изоляции» — зоне, отгороженной от остальной части лагеря, где с заключенными обращались особенно жестоко. Зимой он обливал заключенных холодной водой и оставлял на улице замерзать до смерти. Несколько раз он запирал большое количество заключенных в небольшом подсобном помещении на несколько часов, что приводило к тому, что они задыхались.
С августа 1941 по май 1942 года был начальником филиала лагеря Дроген. Впоследствии участвовал в акции массовых убийств, проводившейся в другом филиале Клинкерверк, когда эсэсовцы и капо в течение нескольких месяцев убили 200 гомосексуалов. Летом 1942 года в качестве инструктора поступил на службу в Войска СС, был зачислен в моторизованное подразделение и находился в Белграде. Когда Бугдалле вышел из себя и избил командира его понизили в звании и отправили в военно-исправительный лагерь, куда он был заключён на шесть месяцев, пока не был отправлен на фронт.
В 1945 году попал в американский плен в Штирии и был доставлен лагерь для интернированных в Дахау. В 1946 году был выпущен из лагеря. В 1948 года денацификационной палатой Мюнхена был классифицирован как «попутчик». До 1948 года работал в американском депо столяром и затем в различных компаниях по специальности и в качестве подсобного рабочего. В ноябре (по другим данным, 3 декабря) 1957 года был арестован и помещён в следственный изолятор в Мюнхене. 20 января 1960 года земельным судом Мюнхена за убийство в 9 случаях был приговорён к пожизненному заключению. Отбывал наказание в тюрьме города Штраубинг. 1 мая 1978 года был помилован баварским премьер-министром и по состоянию здоровья освобождён досрочно. Последние годы жизни Бугдалле провёл в доме для престарелых, где его материально обеспечивала и поддерживала организация «Тихая помощь».